# Pfarrkirche Bach

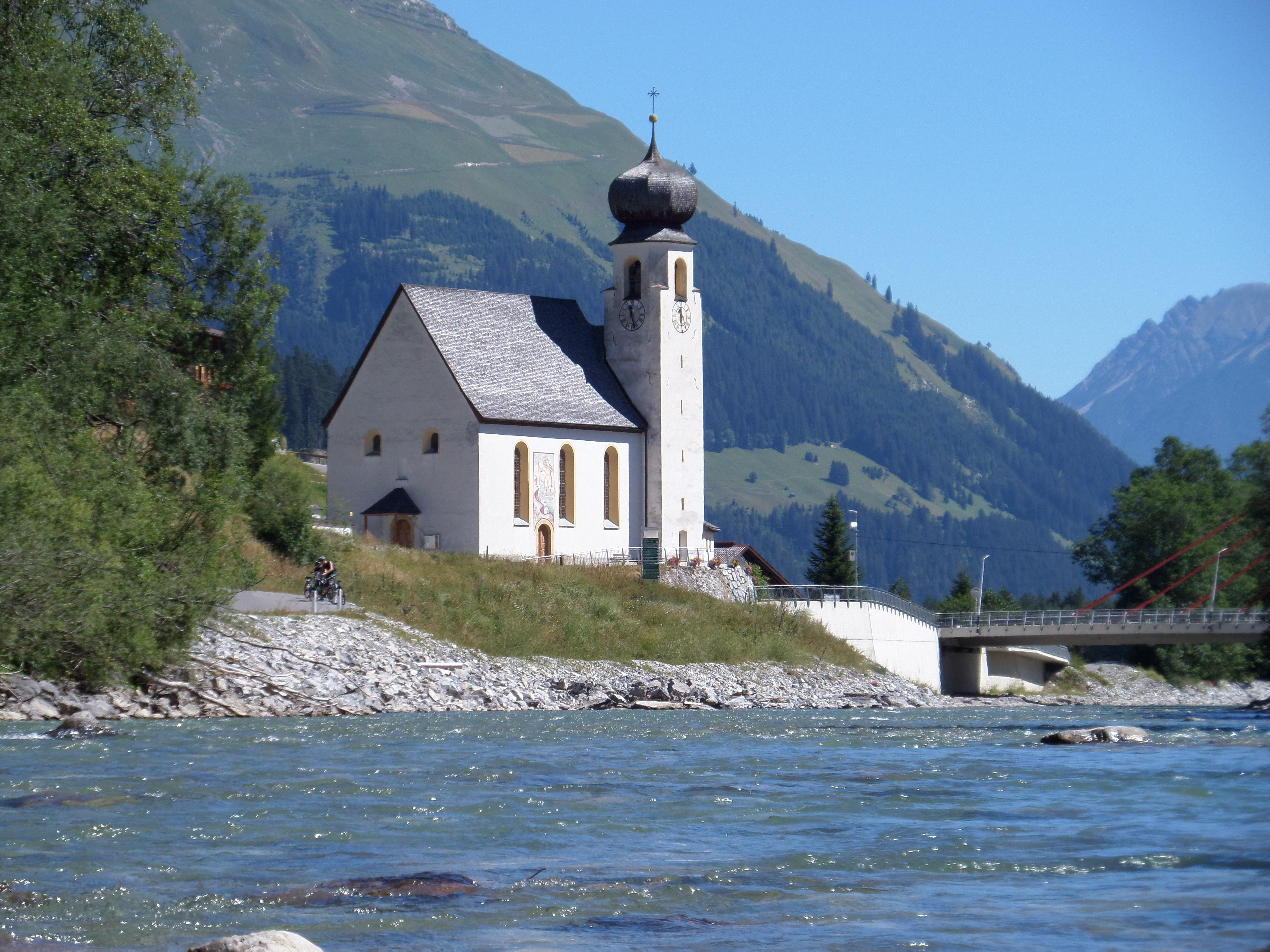
Pfarrkirche Bach am Lech (2013)

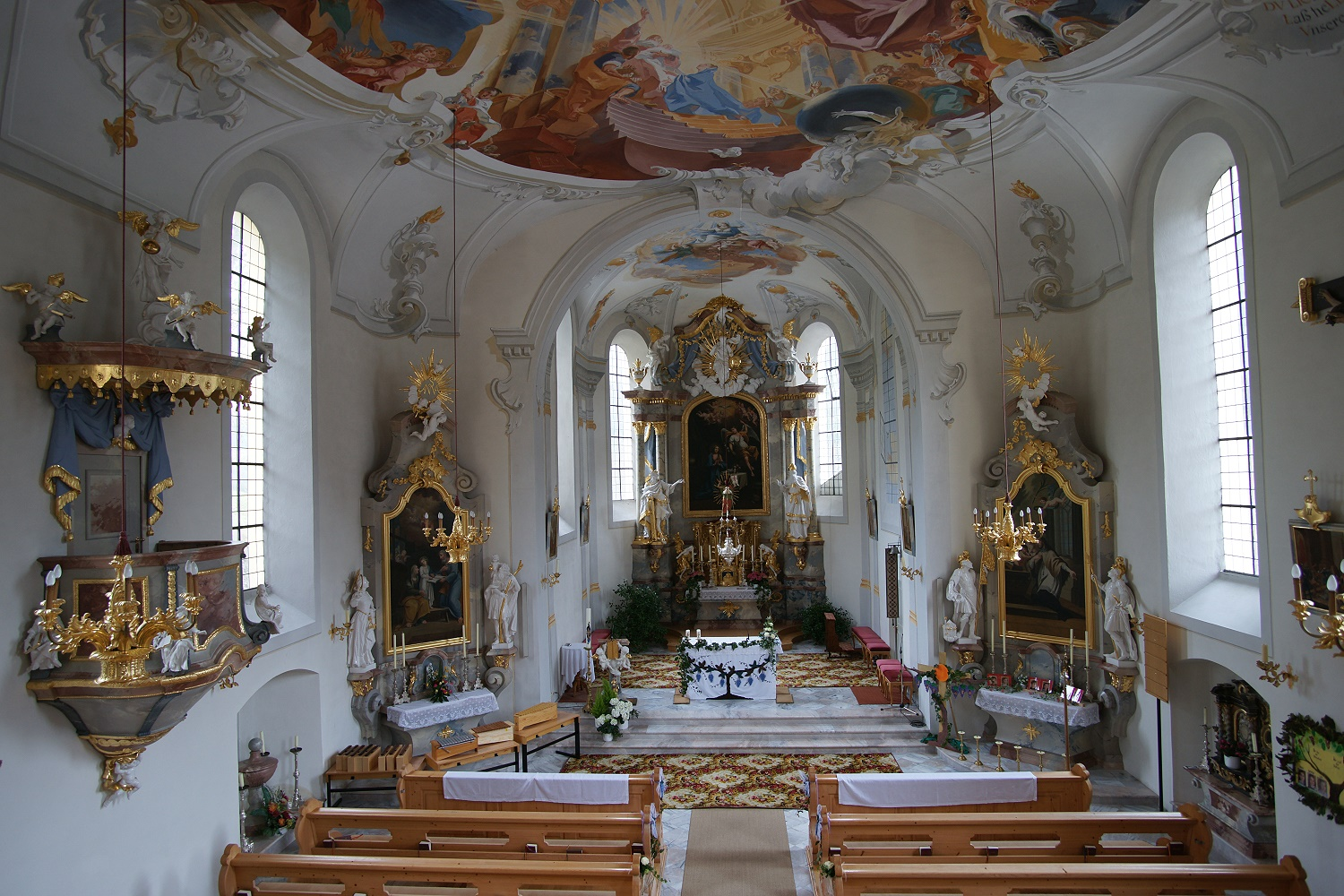
Blick zum Chor

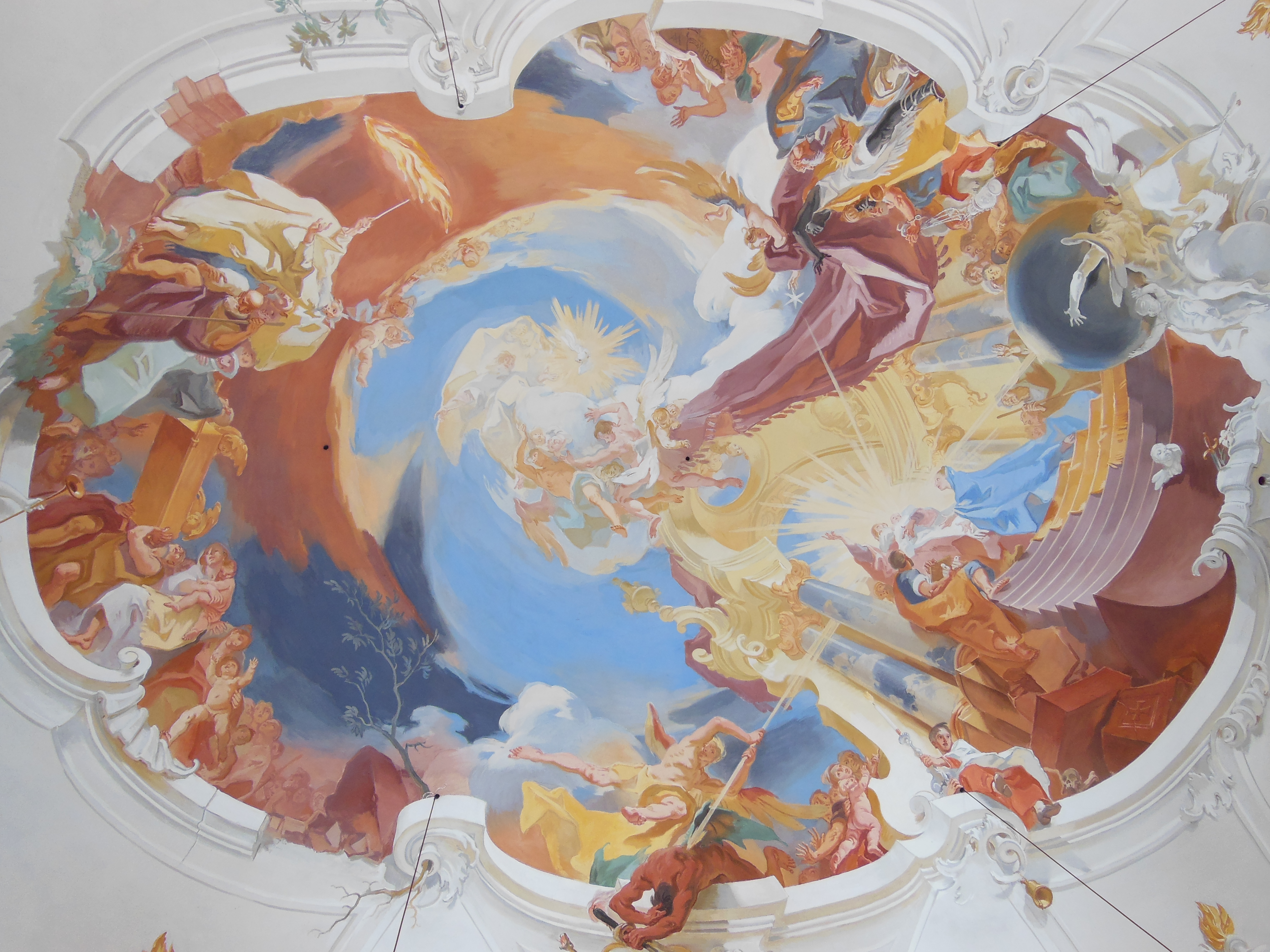
Fresko von Wolfram Köberl im Langhaus (1991/92)

Die Pfarrkirche Bach steht in der Gemeinde Bach im Bezirk Reutte in Tirol. Die römisch-katholische Pfarrkirche Unserer Lieben Frau Mariä Reinigung gehört zum Dekanat Breitenwang in der Diözese Innsbruck. Die Kirche steht mit der Friedhofskapelle und dem Kriegerdenkmal unter Denkmalschutz (Listeneintrag).

## Geschichte
Urkundlich wurde 1668 eine Kapelle genannt. Die Kirche war eine Filiale der Pfarrkirche Elbigenalp und wurde 1789 zur Expositur erhoben. Von 1790 bis 1792 wurde die heutige Kirche erbaut. Der Turm wurde 1807 errichtet. Kirchweihe war 1811. 1832 war eine Restaurierung. Die Turmuhr ist aus 1854. Nach einem Erdbeben (1865) wurden Ausbesserungen durchgeführt. 1943 wurde die Kirche zur Pfarrkirche erhoben. 

## Architektur
Die Kirche ist ein einfacher, einheitlich klassizistischer Bau mit einem hohen Satteldach. Das Langhaus mit Rundbogenfenstern zeigt südseitig die Wandmalerei hl. Christophorus von Toni Kirchmayr. Der eingezogene Chor hat einen Dreiachtelschluss. Der Turm südlich am Chor hat im Obergeschoß mit abgefasten Ecken Rundbogenschallfenster und trägt eine Zwiebelhaube.
Der Saalraum des Langhauses unter einem flachen Stichkappentonnengewölbe hat keine Wandgliederungen. Der Chor zeigt gemalte Wandgliederungen mit Pilastern und einem stark profilierten Gesims mit Zahnschnitt- und Eierstabfries. Dabei wurden die Fresken von Karl Selb aus dem Jahr 1792 durch Johann Kärle übermalt. Die Fresken von Kärle wiederum wurden 1929 von Toni Kirchmayr übermalt. Die Fresken von Toni Kirchmayr zeigten im Chorgewölbe Mariä Himmelfahrt, am Chorbogen Mariä Verkündigung, im Langhausgewölbe Mariä Heimsuchung und die Geburt Christi, die Darbringung des Herrn, den zwölfjährigen Jesus im Tempel und über der Orgelempore ein Engelkonzert. Von 1991 bis 1994 wurde die Kirche rebarockisiert, dabei wurde von Wolfram Köberl die Arbeit von Toni Kirchmayr mit neuen Fresken übermalt.

## Ausstattung
Der neugotische Hochaltar trägt die Figuren Notburga und Isidor und im Giebel Nikolaus mit Engeln vom Bildhauer Josef Klemens Witwer (1792).

## Kriegerdenkmal
Das Kriegerdenkmal vor der Kirche gestaltete der Maler Ernst Degn.